# حمود محمد الشبامي
اللواء حمود محمد الشبامي (مواليد 1949 – شبام كوكبان، محافظة المحويت) ضابط عسكري يمني بارز، وعضو سابق في اللجنة الدائمة للمؤتمر الشعبي العام، شغل العديد من المناصب العسكرية والإدارية والسياسية خلال فترة ما بعد ثورة 26 سبتمبر في الجمهورية العربية اليمنية، وكان من الشخصيات المؤثرة في المراحل الانتقالية في اليمن ما بين الستينات والتسعينات.
النشأة والتعليم
ولد اللواء حمود الشبامي في مدينة شبام كوكبان بمحافظة المحويت عام 1949، وينتمي إلى أسرة “بيت العاضي” المعروفة في المنطقة. في عمر ثلاثة أشهر، تهدم منزل أسرته نتيجة حادثة أدت إلى وفاة والدته تحت الأنقاض، وتم إنقاذه لاحقًا بعد أن تعلّق في أخشاب السقف حتى انتشله المواطنون.
توفي والده وهو في السادسة من عمره، فتم إدخاله إلى مدرسة الأيتام في صنعاء، حيث تم تسجيله رسميًا باسم “حمود محمد الشبامي” بدلًا من “حمود محمد العاضي”، وهو الاسم الذي استمر معه لاحقًا. بدأ تعليمه في الكتاتيب، ثم انتقل إلى التعليم النظامي حتى الصف الرابع، والتحق بمدرسة الأيتام وهو في سن التاسعة. بعد قيام ثورة 26 سبتمبر، انتقل إلى المدرسة المتوسطة، ثم إلى مدرسة جمال عبد الناصر، حيث أنهى دراسته الإعدادية.

## الحياة العسكرية
في عام 1965، التحق بالدفعة الخامسة في الكلية الحربية وتخرّج منها في فبراير 1967 برتبة ملازم ثاني. خدم في الحرس الجمهوري أثناء حصار السبعين، ثم التحق باللواء العاشر الذي أُسس للدفاع عن الثورة والجمهورية في مواقع عصر وعيبان.
في عام 1968، تم اختياره لدراسة فرقة المدرعات في المركز الحربي بتعز، ثم التحق بسلاح المدرعات بعد التخرج. وفي عام 1970، كان من ضمن البعثة العسكرية التي أُرسلت إلى المملكة العربية السعودية لدراسة اللغة الإنجليزية لمدة تسعة أشهر.
أكمل دراسته الثانوية، ثم سافر إلى مصر حيث حصل على درجة البكالوريوس في المحاسبة من كلية التجارة – جامعة القاهرة في يونيو 1978.
المناصب العسكرية والإدارية
- 1978: عُين أركان حرب اللواء الأول مشاة في عمران، ثم قائداً للواء.
- 1979: عُين أركان حرب المناطق الوسطى (الرضمة ودمت).
- 1979: فاز برئاسة هيئة التعاونيات في مديرية شبام، وأسهم في تنفيذ مشاريع تنموية أبرزها مشروع المياه، الكهرباء، والمدارس.
- 1980: عُين مدير دائرة شؤون الأفراد في القوات المسلحة.
- 1988–1990: شغل منصب مدير مكتب القائد الأعلى للقوات المسلحة.
- 1990–1993: تولى منصب مدير دائرة شؤون الضباط للقوات المسلحة حتى استقالته.

العمل المدني والسياسي
بعد الاستقالة من الجيش عام 1993، انتقل إلى العمل الحر حتى عام 1998. وبفضل الثقة التي حظي بها من القيادة السياسية، تم تعيينه:
- 1998–2006: مدير الدائرة المالية للمؤتمر الشعبي العام حتى أكتوبر 2006.